# Belbek (rzeka)
Belbek (ukr. Бельбек, krymskotat. Belbek) – rzeka na Ukrainie, w Republice Autonomicznej Krymu płynąca przez południowo-zachodnią część Republiki Autonomicznej Krymu.
Wypływa z północnych stoków głównego pasma Gór Krymskich, a uchodzi do Morza Czarnego 5 km na północ od Zatoki Sewastopolskiej.
Długość rzeki wynosi 63 km, a powierzchnia dorzecza 505 km².
Nazwę Belbek nosi również port lotniczy Sewastopol.